# Spieltiefe
Spieltiefe ist ein im Spielebereich, hier insbesondere bei Computerspielen, verwendeter Fachbegriff.
Mit Spieltiefe bezeichnet man bei allen regelbasierten Spielverfahren wie etwa in Computer-, Rollen- und Brettspielen das Potenzial eines Spielsystems, ein bestimmtes Spielziel auf möglichst vielseitige/vielschichtige Weise zu erreichen. Eine geringe Spieltiefe zeichnet sich dadurch aus, dass sich ein Spielsystem schnell optimal, mit nur noch geringen Variations- und Steigerungsmöglichkeiten beherrschen lässt; es folgen sich schnell wiederholende, erwartbare Verhaltensmuster – markanterweise tritt dann in Brett- und Gesellschaftsspielen vermehrt der Glücks-Faktor hervor, damit das Spiel zu seinem Spielziel geführt werden kann. Dies bedeutet im Umkehrschluss nicht, dass ein tiefes Spielsystem zu Anfang notwendig Misserfolge mit sich bringt, sondern vielmehr, dass das System weitere Feinheiten bereithält, das Spielziel auf neuerliche, aber regelkonforme Weise zu erreichen.
Regelkonformität bezieht sich bei Computerspielen auf alle vordefinierten Parameter in der Programmierung. Nicht einbezogen sind offensichtliche Programmfehler, die vom Spieler zu dessen Vorteil ausgenutzt werden können. Als beispielhaft für Spieltiefe erzeugende Mittel in Computerspielen kann etwa die Verwendung variabler Wetterverhältnisse gesehen werden, sofern diese direkte Auswirkungen auf die Spielweise haben und beispielsweise in einem Rennspiel eine angepasste Vorgehensweise des Spielers an die Witterungsverhältnisse erfordern. Ähnliches ist auch für andere Spielprinzipien denkbar. In einem Computer-Rollenspiel kann hingegen das Angebot alternativer Lösungswege (Schleichen, Kämpfen, Dialog) zu einer Steigerung der Spieltiefe beitragen. Der Germanist und Jugendbuchforscher Bernd Dolle-Weinkauff bezeichnet für Computerspiele in diesem Sinne auch „die Perfektion der illusionistischen Gestaltung und Ausdehnung einer Spielwelt“ als Merkmal von Spieltiefe. Dagegen erzeugt das Angebot einer Vielzahl gleichförmiger Lösungsmöglichkeiten oder vom eigentlichen Spielziel ablenkender Angebote nicht zwingend eine größere Spieltiefe.